# PV-diagram
Et pV-diagram er et todimensionelt koordinatsystem, hvor et stofs fysiske tilstand kan plottes. Ud ad førsteaksen er volumenet (V), mens der ud ad andenaksen er trykket (p). Da man i termodynamikken beskæftiger sig med bl.a. ændringer i tryk og volumen, bliver pV-diagrammer ofte brugt til at anskueliggøre termodynamiske kredsprocesser såsom varmekraftmaskiner.
| Fysik | Spire Denne artikel om fysik er en spire som bør udbygges. Du er velkommen til at hjælpe Wikipedia ved at udvide den. |